# Море — мой брат
«Море — мой брат» (англ. The Sea Is My Brother) — роман американского автора Джека Керуака, опубликованный в 2011 году. Был написан в 1942 году, но оставался неопубликованным в течение всей жизни писателя ввиду его недовольства своим текстом.

## История создания
Сюжет романа основан на личном опыте Керуака и его службе в рядах военно-морских сил Соединённых Штатов во время Второй мировой войны, персонажам романа соответствуют реальные личности.

Прежде чем вернуться в Колумбийский университет, с июля по октябрь 1942 года, Керуак служил на военном судне Дорчестер. Тремя месяцами позже, после отбытия Керуака, Дорчестер был подорван торпедой и потонул вместе со всем экипажем, насчитывавшем около 600 человек, включая четырёх капелланов. Это случай вдохновил Керуака на написания Моря.

## Критика
До своей публикации в ноябре 2011 года, «Море — мой брат» получил смешанные отзывы:
Рецензент газеты Los Angeles Times Дэвид Л. Улин отметил некую двойственность произведения, сравнивая его с более поздним романом Керуака «Биг-Сур» (1962). Однако, проведя сравнения с его ранними работами, Улин назвал и их, и сам роман «вызывающими эффект клаустрофобии, узкими в плане акцентирования внимания, оторванными от трудностей жизни».
Элисон МакКаллок из New York Times отметила, что роман был «снабжён типичными Керуаковскими идеями, темами и персонажами; но то, чего ему не хватает — это стиля» и добавила, что «последователи Керуака будут восхищены этой его ранней работой».
В своём отзыве в Washington Times Джон Гринья говорил, что роман «отображает начальный этап его сформировавшегося стиля — в частности, такие темы, как мужская дружба, путешествия и приключения, привлекательность открытых дорог, или, в данном случае, открытого моря». Гринья сделал вывод, что роман — «нечто большее, чем просто юношеская книга. Хоть это и далеко не отполированная работа, всё же в ней есть несколько маленьких самоцветов».
Рецензент Wall Street Journal Сэм Сэкс описал книгу как «плохую», но добавил, что «это забавная плохая книга, которая предлагает множество обезоруживающих фактов о том, кем же был Керуак как личность и как писатель до того, как спрятался под маску битника». Он позже добавил, что «книга доставляет удовольствие потому, что, отличная от его поздних канонизированных работ, она, ввиду простой неискушённости, честно говорит о своих недостатках».
Книга была удостоена рейтинга В Крисом Нэшоуэйти из Entertainment Weekly.